# Andy Kolodziejczyk
Andy Kolodziejczyk (* 15. März 1995 in Lüttich) ist ein belgisch-kanadischer Eishockeyspieler, der seit 2015 erneut bei den Bulldogs de Liège unter Vertrag steht und mit dem Klub in der belgisch-niederländischen BeNe League spielt. Sein älterer Bruder Bryan ist ebenfalls belgischer Nationalspieler.

## Karriere
Andy Kolodziejczyk, als Sohn kanadischer Eltern in Belgien geboren, begann seine Eishockeykarriere bei den Bulldogs de Liège in seiner Geburtsstadt. 2010 wechselte er zu den Eaters Geleen, für deren zweite Mannschaft er drei Jahre in der Tweede divisie, der dritthöchsten Spielklasse der Niederlande, spielte. 2014 kehrte er nach Belgien zurück und spielte dort für den Hasseltse Ijshockey Club Haske in der belgischen Ehrendivision. Seit 2015 spielt er wieder für die Bulldogs de Liège und tritt mit dem Klub in der neugegründeten belgisch-niederländischen BeNe League an, die 2023 und 2024 gewonnen wurde. 2018 gewann er mit den Bulldogen den belgischen Pokalwettbewerb.

### International
Für Belgien nahm Kolodziejczyk an den U18-Weltmeisterschaften in der Division II 2011 und 2013 und der Division III 2012 sowie den U20-Weltmeisterschaften in der Division II 2013 und 2015 und der Division III 2014 teil.
Für die Herren-Nationalmannschaft spielte Kolodziejczyk erstmals bei der Weltmeisterschaft 2016 in der Division II. Auch bei den Weltmeisterschaften 2017, 2019 und 2022 spielte er in der Division II.

## Erfolge und Auszeichnungen
- 2012 Aufstieg in die Division II, Gruppe B, bei der U18-Weltmeisterschaft der Division III, Gruppe A
- 2014 Aufstieg in die Division II, Gruppe B, bei der U20-Weltmeisterschaft der Division III
- 2018 Belgischer Pokalsieger mit den Bulldogs de Liège
- 2023 Gewinn der BeNe League mit den Bulldogs de Liège
- 2024 Gewinn der BeNe League mit den Bulldogs de Liège

## Statistik
(Stand: Ende der Spielzeit 2023/24)